# Église Saint-Maurice de Marcellaz
L'église Saint-Maurice est une église catholique de France, située sur la commune de Marcellaz, en Haute-Savoie. De style néo-classique sarde, elle est dédiée au saint martyr Maurice d'Agaune.

## Historique
L'église actuelle est construite entre 1851 et 1854.
Les peintures intérieurs sont refaites en 1998.

## Description
L'église de Marcellaz est en forme de croix latine, plus profonde que large. Elle est réalisée dans un style néo-classique dit « sarde ».

### Mobilier
L'église possède des objets remarquables : un autel en marbre blanc, un tableau représentant Maurice d'Agaune, ainsi que des boiseries.